# Éléonore de Beauchamp
Titres
Duchesse de Somerset
31 mars 1448 – 22 mai 1455
(7 ans, 1 mois et 21 jours)
Comtesse de Somerset
27 mai 1444 – 22 mai 1455
(10 ans, 11 mois et 25 jours)
Marquise de Dorset
24 juin 1443 – 22 mai 1455
(11 ans, 10 mois et 28 jours)
Comtesse de Dorset
18 août 1442 – 22 mai 1455
(12 ans, 9 mois et 4 jours)
Baronne de Ros
17 décembre 1423 – 18 août 1430
(6 ans, 8 mois et 1 jour)
Éléonore de Beauchamp, née en 1408 à Wedgenock, dans le Warwickshire, en Angleterre et morte le 6 mars 1467, au château de Baynard, à Londres, baronne Ros puis duchesse de Somerset, est la deuxième fille de Richard de Beauchamp, 13e comte de Warwick, et d’Elizabeth de Berkeley. Elle s'est mariée à plusieurs reprises.

## Premières noces
Peu après le 17 décembre 1423, Éléonore Beauchamp épouse Thomas de Ros, 8e baron Ros. Elle devient donc baronne Ros. Thomas de Ros meurt en 1430. De leur union naissent :
- Margaret de Ros (1425 – 10 décembre 1488[4]), qui épouse en premières noces William de Botreaux, 3e baron Botreaux († 1462) dont elle est la seconde femme, et en secondes noces, Thomas Burgh, 1er baron Burgh ;
- Thomas de Ros (9 septembre 1427 – 17 mai 1464), 9e baron Ros[5] ;
- Richard de Ros (8 mars 1429 – après 1492).

## Secondes noces
Riche héritière, entre 1431 et 1433,, elle épouse en secondes noces Edmond Beaufort, 1er duc de Somerset. Son nouvel époux est le fils de Jean Beaufort et de Marguerite Holland. Le mariage n’est en fait pas autorisé au moment où il est conclu, mais il sera finalement reconnu le 7 mars 1438. De leur union naissent cinq filles et trois fils :
- Éléonore Beaufort (vers 1431 - 16 août 1501[7]), qui épousa d’abord James Butler[7] puis Sir Robert Spencer[réf. à confirmer][8] ;
- Jeanne Beaufort (vers 1433 - 11 août 1518), qui a épousé d’abord Sir Robert St. Lawrence[9], puis Sir Richard Fry[réf. à confirmer][8] ;
- Anne Beaufort (vers 1435 - vers 1496), mariée à Sir William Paston[réf. à confirmer][8] ;
- Henry Beaufort (26 janvier 1436 - 15 mai 1464), 2e duc de Somerset. En tant que fils aîné, il succède à son père au titre de duc familial ;
- Marguerite Beaufort (vers 1437 - 1474), d’abord mariée à Humphrey Stafford, comte de Stafford[10] ; puis à Sir Richard Darell[réf. à confirmer][8] ;
- Edmond Beaufort (vers 1438[11] - 6 mai 1471[11]), qui prit le titre de duc de Somerset. Important baron anglais et commandant militaire ;
- John Beaufort[11] (vers 1441 - 4 mai 1471[11]), comte puis marquis de Dorset ;
- Élisabeth Beaufort (vers 1443 - 1472), mariée à Sir Henry FitzLewis[réf. à confirmer][8] ;
- Anne Beaufort, mariée à un membre de la famille Burgh.

## Troisièmes noces
Éléonore Beauchamp épouse enfin Walter Rokesley. Aucun enfant ne naîtra de cette union.[réf. nécessaire]

## Sources
- (en) Cet article est partiellement ou en totalité issu de l’article de Wikipédia en anglais intitulé « Eleanor Beauchamp » (voir la liste des auteurs).